# Megachile horatii
Megachile horatii är en biart som beskrevs av Cockerell 1913. Megachile horatii ingår i släktet tapetserarbin, och familjen buksamlarbin. Inga underarter finns listade i Catalogue of Life.